# Torneio da Capital
O Torneio Capital é uma competição de futebol americano interestadual realizada na cidade de Brasília, capital do Brasil, organizado pelo Tubarões do Cerrado com apoio da Associação de Futebol Americano do Brasil (AFAB).

## Títulos por equipe
C N Cavaliers 1 vez - 2009
 Cuiabá Arsenal 1 vez - 2008
 Tubarões do Cerrado 1 vez - 2007